# Функция Мангольдта
Функция Мангольдта — арифметическая функция {\displaystyle \Lambda (n)}, равная {\displaystyle \ln p}, если {\displaystyle n=p^{m}} — степень простого числа, в противном случае {\displaystyle \Lambda (n)=0}. Кратко:
{\displaystyle \Lambda (n)={\begin{cases}\ln p,\quad &n=p^{m}\\0,\ \quad &n\neq p^{m}\end{cases}}}
Функция Мангольдта предложена X. Мангольдтом в 1894-м году. Используется для доказательства закона распределения простых чисел вообще и в арифметических прогрессиях.

## Свойства
- Из определения следует, что

{\displaystyle \sum \limits _{d\mid n}\Lambda (d)=\ln n}
- С помощью формулы обращения Мёбиуса из предыдущей формулы получаем

{\displaystyle \Lambda (n)=\sum \limits _{d\mid n}\mu (d)\ln {\frac {n}{d}}=-\sum \limits _{d\mid n}\mu (d)\ln d}

## Связь с распределением простых чисел
- Связь с дзета-функцией Римана :{\displaystyle \ln \zeta (s)=\sum \limits _{n=2}^{\infty }{\frac {\Lambda (n)}{n^{s}\ln n}},\ \operatorname {Re} s>1}
- {\displaystyle -{\frac {\zeta '(s)}{\zeta (s)}}=\sum \limits _{n=1}^{\infty }{\frac {\Lambda (n)}{n^{s}}},\ \operatorname {Re} s>1}
- Аналогичные соотношения имеют место и для L-функций Дирихле:

{\displaystyle \ln L(s,\chi )=\sum \limits _{n=2}^{\infty }{\frac {\chi (n)\Lambda (n)}{n^{s}\ln n}},\ \operatorname {Re} s>1}
{\displaystyle -{\frac {L'(s,\chi )}{L(s,\chi )}}=\sum \limits _{n=1}^{\infty }{\frac {\chi (n)\Lambda (n)}{n^{s}}},\ \operatorname {Re} s>1}
- {\displaystyle \sum \limits _{n\leqslant x}{\frac {\Lambda (n)}{n}}\sim \ln x}
- {\displaystyle \sum \limits _{n\leqslant x}{\frac {\Lambda (n)}{n\ln n}}=\ln \ln x+\gamma +O(e^{-c{\sqrt {\ln x}}}),} где {\displaystyle \gamma } — постоянная Эйлера
- Пси-функция Чебышёва — сумматорная функция функции Мангольдта

{\displaystyle \psi (x)=\sum \limits _{n\leqslant x}\Lambda (n)}
- Формула Перрона, примененная к предыдущему соотношению, даёт

{\displaystyle {\frac {\zeta '(s)}{\zeta (s)}}=-s\int \limits _{n=1}^{\infty }{\frac {\psi (x)}{x^{1+s}}}dx,\ \operatorname {Re} s>1}